# Lịch sử Liên minh châu Âu
Liên minh châu Âu là một địa chính trị thực thể bao gồm một phần lớn của lục địa châu Âu. Nó được thành lập dựa trên nhiều hiệp ước và đã trải qua những lần mở rộng đã đưa nó từ 6 quốc gia thành viên lên 27, phần lớn các quốc gia ở châu Âu.
Ngoài các ý tưởng của liên đoàn, liên minh hoặc liên minh hải quan như Winston Churchill năm 1946 kêu gọi "Hợp chúng quốc châu Âu", sự phát triển ban đầu của Liên minh châu Âu dựa trên một nền tảng siêu quốc gia sẽ "gây ra chiến tranh không thể tưởng tượng và về vật chất không thể" và củng cố nền dân chủ giữa các thành viên như được đưa ra bởi Robert Schuman và các nhà lãnh đạo khác trong Tuyên bố Schuman (1950) và Tuyên bố châu Âu (1951). Nguyên tắc này là trung tâm của Cộng đồng Than và Thép châu Âu(ECSC) (1951), Hiệp ước Paris (1951), và sau đó là Hiệp ước Rome (1958) thành lập Cộng đồng kinh tế châu Âu (EEC) và Cộng đồng năng lượng nguyên tử châu Âu (EAEC). ECSC đã hết hạn vào năm 2002, trong khi EAEC duy trì một bản sắc pháp lý riêng biệt mặc dù chia sẻ các thành viên và tổ chức.
Các Hiệp ước Maastricht (1992) đã tạo ra Liên minh châu Âu với nó hệ thống trụ cột, trong đó có ngoại giao và nhà cùng với Cộng đồng châu Âu. Chính điều này đã dẫn đến việc tạo ra một loại tiền tệ duy nhất ở châu Âu, đồng euro (ra mắt năm 1999). Hiệp ước Maastricht đã được sửa đổi bởi các hiệp ước Amsterdam (1997), Nice (2001) và Lisbon (2007).

## Trước năm 1945: Khái niệm "Liên minh châu Âu"
Trong lịch sử, một số đế chế đã sử dụng vũ lực để thống nhất các khu vực rộng lớn ở châu Âu, như Đế chế La Mã, Đế quốc Frankish, Đế chế La Mã thần thánh, Đế chế đầu tiên của Pháp và Đức Quốc xã. Liên minh Dynastic là một phương tiện hòa bình để thống nhất các lãnh thổ châu Âu. Ngoài ra còn có một số liên minh quốc gia, như Khối thịnh vượng chung Ba Lan-Litva, Đế quốc Áo-Hung và Đế chế Thổ Nhĩ Kỳ Ottoman.
Việc tiêu hủy do chiến tranh, nhiều người bắt đầu để hỗ trợ một số hình thức hội nhập châu Âu, có những nhân vật nổi tiếng William Penn (William Penn), Abbot Charles de Saint-Pierre, Victor Hugo, Richard von Nigulasi · Condenhovi Kellerch và Giuseppe Mazzini. Sau Chiến tranh thế giới thứ nhất, một số lượng lớn thương vong đã khiến những ý tưởng này dần trở nên mạnh mẽ ở Tây Âu, nhưng phải đến Chiến tranh thế giới thứ hai, các nước Tây Âu mới bắt đầu có những biện pháp thiết thực. Nhưng ở Nga, có lẽ nó phải tuân thủ các tư tưởng chính trị cộng sản của nó, và thiệt hại do chiến tranh gây ra không mang lại quan điểm giống như các nước Tây Âu.
Liên minh Pan-Europe quốc tế là một tổ chức đại diện giữa Thế chiến và khởi đầu cho việc thúc đẩy tư duy của EU.

## Ngày 9 tháng 5 năm 1950: Châu Âu được tái sinh

Cờ của Liên minh châu Âu.

Vào mùa xuân năm 1950, Châu Âu đang trên bờ vực thẳm. Các Chiến tranh Lạnh là cân nhắc những mối đe dọa của một cuộc xung đột giữa các bộ phận Đông và Tây của lục địa. Năm năm sau khi Thế chiến II kết thúc, những kẻ thù cũ không thể hòa giải được.
Làm thế nào chúng ta có thể tránh lặp lại những sai lầm trong quá khứ và tạo điều kiện cho một nền hòa bình lâu dài giữa những kẻ thù gần đây như vậy? Vấn đề trung tâm nằm ở mối quan hệ giữa Pháp và Đức. Cần thiết phải tạo mối quan hệ bền chặt giữa hai quốc gia này và tập hợp tất cả các quốc gia châu Âu có định hướng tự do ở châu Âu để cùng xây dựng một cộng đồng có số phận chung. Nhưng khi nào và làm thế nào để bắt đầu? Jean Monnet, với kinh nghiệm độc đáo là nhà đàm phán và hòa giải, đề xuất với Bộ trưởng Bộ Ngoại giao Pháp, Robert Schuman, và Thủ tướng Đức Konrad Adenauertạo ra một lợi ích chung giữa các quốc gia của họ: sự quản lý, dưới sự kiểm soát của một cơ quan độc lập, của thị trường than và thép. Đề xuất này được chính thức đưa ra vào ngày 9 tháng 5 năm 1950 bởi Pháp và được Đức, Ý, Hà Lan, Bỉ và Luxembourg hoan nghênh nhiệt liệt.
Hiệp ước thành lập Cộng đồng châu Âu, Cộng đồng than và thép châu Âu (ECSC), được ký kết vào tháng 4 năm 1951, mở ra cánh cửa tới châu Âu cho những thành tựu cụ thể. Những thành tựu khác sẽ tiếp nối cho đến khi Liên minh châu Âu hiện tại, vốn bao trùm phía Đông của lục địa - một khu vực cách nhau quá xa, với sự sụp đổ của chủ nghĩa xã hội và COMECON.
Năm 1954, do thành công của việc tạo ra ECSC, sáu thành phần của tổ chức này đã quyết định thành lập một tổ chức bảo vệ và bảo vệ Châu Âu - CED (Cộng đồng Quốc phòng Châu Âu). Tuy nhiên, bất chấp tất cả những nỗ lực dành cho việc xây dựng cơ thể này, thất bại của nó đã xảy ra. Tầm quan trọng lớn của sự kiện này xuất phát chính xác từ sự thất bại của nó, kể từ đó, các quốc gia bắt đầu áp dụng các quy tắc khiêm tốn và tiến bộ hơn trong cách tiếp cận của các quốc gia châu Âu.

## 1945-1957: Hòa bình được rèn bằng than và thép

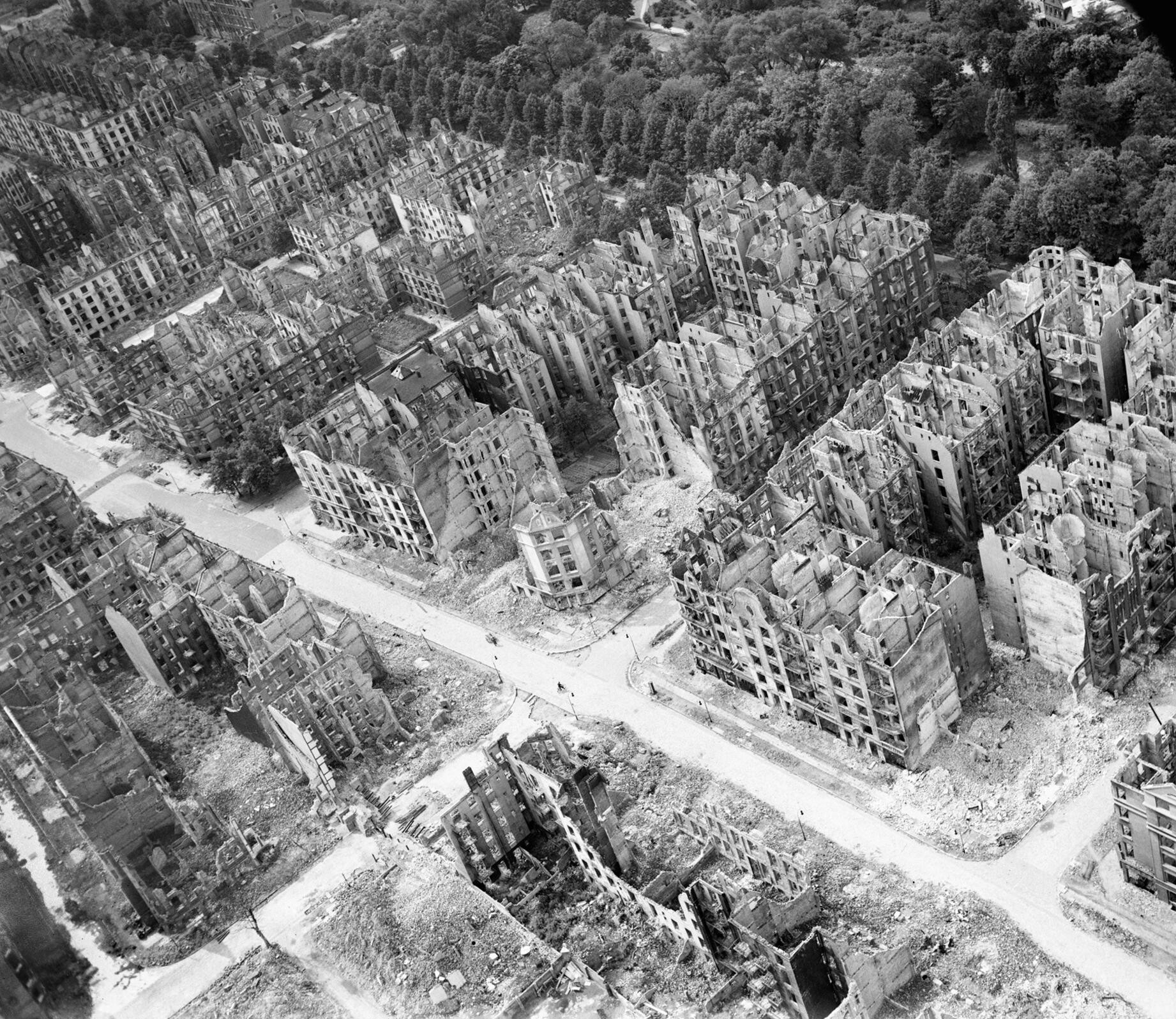
Sau hai cuộc chiến tranh thế giới tàn khốc, bầu không khí chính trị ủng hộ một liên minh quốc tế sẽ đảm bảo hòa bình. (Hamburg bị đánh bom năm 1943)

Những thiệt hại về người và kinh tế do Chiến tranh thế giới thứ hai gây ra từ năm 1939 đến năm 1945 đã mang lại những trận đòn lớn cho châu Âu. Các sự kiện như vụ thảm sát Osinwitz đã chứng minh sự khủng khiếp của chiến tranh và chủ nghĩa cực đoan. Đặc biệt, sự ra đời của vũ khí hạt nhân đã khiến thế giới hy vọng tránh được những sai lầm trong quá khứ và tránh chiến tranh. Ngoài ra, các nước Tây Âu không còn có thể củng cố vị thế quyền lực ban đầu của mình, khiến Hoa Kỳ và Liên Xô trở thành hai siêu cường đối lập.
Để đảm bảo rằng Đức sẽ không đe dọa hòa bình một lần nữa, một số ngành công nghiệp nặng ở Đức đã bị phá hủy, các khu vực khai thác than đã bị cô lập (Saar, Silesia) hoặc quốc tế (khu vực Ruhr).
Với "Hợp chúng quốc châu Âu" của Churchill năm 1946 và các tuyên bố tương tự khác, Ủy ban châu Âu, được thành lập năm 1949, đã trở thành tổ chức châu Âu đầu tiên. Vào ngày 9 tháng 5 năm sau, Ngoại trưởng Pháp Robert Schumann đề xuất hợp nhất cộng đồng ngành công nghiệp than và thép châu Âu, hai sản phẩm này là bản gốc cần thiết của vũ khí quân sự. (Xem: Dự án Schumann)
Dựa trên bài phát biểu này, Pháp, Ý, Benelux (Bỉ, Hà Lan và Luxembourg) và Tây Đức đã ký " Hiệp ước Paris ", Cộng đồng than và thép châu Âu được thành lập vào năm sau, tiếp quản quyền quản lý khu vực Ruhr và hủy bỏ Một số hạn chế trong sản xuất công nghiệp ở Đức. Nó cũng sinh ra các tổ chức sớm nhất, chẳng hạn như Cơ quan quyền lực cao (nay là Ủy ban châu Âu) và Hội đồng chung (nay là Nghị viện châu Âu). Chủ tịch đầu tiên của hai tổ chức là Jean Monnet và Paul Henry Spark.
Trong việc bảo vệ (Quốc phòng Cộng đồng châu Âu, châu Âu Quốc phòng Cộng đồng) và chính trị (châu Âu cộng đồng chính trị cộng đồng sau khi thành lập của thất bại, lãnh đạo triệu tập, Cộng đồng Chính trị châu Âu) Hội nghị Messina (Messina Hội nghị), thành lập Ủy ban Spark (Ủy ban Spaak), và Xuất bản báo cáo Spak. Hội nghị Venice, được tổ chức từ 29 đến 30 tháng 5 năm 1956, đã thừa nhận báo cáo và quyết tâm tổ chức một "Hội nghị liên chính phủ". "Hội nghị liên chính phủ về thị trường chung và Euratom" tập trung vào hội nhập kinh tế và dẫn đến việc ký kết Hiệp ước Rome năm 1957, thành lập Cộng đồng kinh tế châu Âu và Cộng đồng năng lượng nguyên tử châu Âu.

## 20 tháng 7 năm 1963: Yaoundé, sự khởi đầu của một bài báo quốc tế
Với định mệnh thống nhất trên lục địa, các quốc gia sáng lập Cộng đồng châu Âu đã ký một công ước với các thuộc địa châu Phi cũ của họ vào năm 1963, đảm bảo cho họ một số lợi thế thương mại và viện trợ tài chính. Các Công ước Lomé, mà theo Yaoundé hiện áp dụng cho các nước bảy mươi của châu Phi, các Caribê và Thái Bình Dương, làm cho EU là nguồn lớn nhất của viện trợ phát triển chính thức. Hợp tác cũng đã mở rộng, dưới các hình thức khác, đến hầu hết các nước ở châu Á và châu Mỹ Latinh.
Vào ngày 28 tháng 11 năm 1995, mười lăm quốc gia thuộc Liên minh Châu Âu và mười hai quốc gia phía nam Địa Trung Hải đã thiết lập quan hệ đối tác để tạo ra một khu vực thương mại tự do kết hợp với các thỏa thuận hợp tác xã hội, văn hóa và con người.
Trong thế kỷ XXI sẽ hỗ trợ mỗi đến sự khẳng định của châu Âu như một lực đối với hòa bình, với điều kiện của Liên minh thúc đẩy sự ổn định và phát triển trong nhóm chính khu vực xung quanh nó. Nhờ vai trò của nó trong thương mại thế giới và sức nặng kinh tế của nó, Liên minh đã là một đối tác được tôn trọng trong các cơ quan quốc tế lớn như Tổ chức Thương mại Thế giới hoặc Liên Hợp Quốc.
Dần dần, Liên minh dựa vào tiềm lực kinh tế của mình để phát triển ảnh hưởng chính trị và khẳng định chính mình bằng một tiếng nói. Các Hiệp ước về Liên minh châu Âu, trong năm 1992, đặt ra mục tiêu và cách thức Chính sách đối ngoại và an ninh (CFSP), bao gồm, theo thời gian, định nghĩa của một chính sách quốc phòng chung. Nhưng người châu Âu phải nỗ lực rất nhiều để hài hòa chính sách ngoại giao và an ninh của họ. Đây là cái giá, đặt ra trước ý chí chính trị thực sự của các quốc gia thành viên, để Liên minh có thể bảo vệ lợi ích của mình và góp phần tạo ra một thế giới hòa bình và công lý.

## Ngày 1 tháng 1 năm 1973: sự mở rộng đầu tiên của Cộng đồng Châu Âu
Liên minh châu Âu mở cửa cho tất cả các nước châu Âu muốn tham gia và tôn trọng các cam kết trong các Hiệp ước của Quỹ và đăng ký các mục tiêu cơ bản tương tự. Có hai điều kiện xác định việc chấp nhận đơn đăng ký làm thành viên: địa điểm trên lục địa châu Âu và thực hành tất cả các thủ tục dân chủ đặc trưng cho quy tắc pháp luật.
Do đó, Đan Mạch, các Ireland và Vương quốc Anh tham gia Cộng đồng vào ngày 1 tháng 1 năm 1973. Những điều này được theo sau bởi sự mở rộng về phía nam của lục địa trong những năm 1980, với Hy Lạp, Tây Ban Nha và Bồ Đào Nha khẳng định mình là quốc gia dân chủ. Làn sóng gia nhập thứ ba, diễn ra vào năm 1995, phản ánh ý chí của các quốc gia Scandinavi và Trung Âu gia nhập Liên minh đã củng cố thị trường nội bộ và được tuyên bố là cực ổn định duy nhất trên lục địa sau sự tan rã của khối Xô Viết.
Từ sáu đến chín, từ mười hai đến mười lăm thành viên, Cộng đồng Châu Âu đang có được ảnh hưởng và uy tín. Nó phải duy trì một quyết định hiệu quả - có khả năng quản lý lợi ích chung vì lợi ích của tất cả các thành viên trong khi vẫn giữ được bản sắc và đặc thù của quốc gia và khu vực. Thách thức lớn nhất đối với người châu Âu hiện nay là chào đón các quốc gia châu Âu. Các vùng miền Trung, Balkan, Địa Trung Hải và Baltic, những người đã nộp đơn ứng cử. Làm thế nào chúng ta có thể tìm thấy các nguồn lực cần thiết để cho phép họ đạt được trình độ kinh tế và cấu trúc của các nước EU càng sớm càng tốt? Làm thế nào các tổ chức có thể được điều chỉnh để cho phép họ tiếp tục thực hiện các nhiệm vụ của mình vì lợi ích của Liên minh gồm hơn 25 quốc gia thành viên? Đây là những nhiệm vụ lịch sử đang chờ tương lai của Liên minh.

## 7-10 tháng 6 năm 1979: cuộc bầu cử trực tiếp đầu tiên của Nghị viện Châu Âu bằng quyền bầu cử phổ thông
Các Nghị viện châu Âu đóng một vai trò then chốt trong sự cân bằng thể chế của Cộng đồng: đại diện cho các dân tộc châu Âu và các tính năng bản chất dân chủ của dự án châu Âu. Kể từ khi được thành lập với quyền hành pháp, Nghị viện châu Âu cũng có quyền lập pháp dưới dạng quyền được tư vấn về các văn bản Cộng đồng chính, một quyền lực dần dần được mở rộng để trở thành một quyền thương lượng tập thể đích thực. - Quyết định lập pháp. Nghị viện cũng chia sẻ quyền lực ngân sách với Hội đồng Liên minh châu Âu. MEP được bổ nhiệm như thế nào? Cho đến năm 1979, các thành viên của Nghị viện châu Âulà thành viên của quốc hội, những người đã đề cử họ đại diện cho họ ở Strasbourg. Từ năm 1979, họ đã được bầu bằng quyền bầu cử phổ thông trực tiếp ở mỗi quốc gia trong Liên minh với nhiệm kỳ năm năm. Do đó, các công dân chọn các đại biểu sẽ ngồi, không phải trong các phái đoàn quốc gia, mà trong các nhóm nghị sĩ xuyên quốc gia, đại diện cho các dòng tư tưởng chính trị lớn đang tồn tại ở lục địa.
Tham vọng tạo mối quan hệ đặc biệt giữa các quốc gia thành viên để quản lý lợi ích và sự khác biệt của họ theo cùng một quy tắc của pháp luật và cùng các thủ tục trọng tài như đoàn kết các công dân của một quốc gia dân chủ là hoàn toàn cách mạng trong thực tế của quan hệ quốc tế. "Chúng tôi không đoàn kết các quốc gia, chúng tôi đoàn kết mọi người", Jean Monnet viết. Do đó, các tổ chức châu Âu, trong khi liên tục nói rõ và dung hòa lợi ích của công dân như vậy, phải mạnh mẽ và cân bằng. Các biện chứng tinh tế mà làm việc cho gần năm mươi năm giữa Hội đồng Liên minh châu Âu, các Nghị viện châu Âu, các Ủy ban châu Âu và Tòa án Tư pháp của Liên minh châu Âu, chắc chắn đại diện cho một sự mua lại cơ bản của công trình châu Âu và là chìa khóa thành công của nó.

## 17 tháng 2 năm 1986: chữ ký của Đạo luật Châu Âu Độc thân
Mục tiêu của Hiệp ước Rome về việc tạo ra một thị trường chung đã đạt được một phần vào những năm 1960 bằng cách bãi bỏ thuế hải quan nội bộ và các hạn chế định lượng đối với thương mại. Nhưng các tác giả của Hiệp ước đã đánh giá thấp cả một loạt các trở ngại khác đối với các phương tiện để áp dụng 300 chỉ thị cần thiết.
Đối với mục tiêu của thị trường nội bộ duy nhất, Đạo luật duy nhất liên kết chặt chẽ với một thứ khác có tầm quan trọng cơ bản như thứ nhất: sự gắn kết kinh tế và xã hội. Các châu Âu do đó tạo ra chính sách cơ cấu cho các vùng tụt hậu so với hoặc bị ảnh hưởng bởi thay đổi công nghệ và công nghiệp. Nó cũng thúc đẩy hợp tác trong nghiên cứu và phát triển. Cuối cùng, nó tính đến khía cạnh xã hội của thị trường nội bộ: theo tinh thần của những người cai trị của Liên minh, sự vận hành trơn tru của thị trường nội bộ và cạnh tranh lành mạnh giữa các doanh nghiệp không thể tách rời khỏi mục tiêu không ngừng cải thiện điều kiện sống và làm việc Công dân châu Âu.

## Ngày 1 tháng 11 năm 1993: Liên minh Châu Âu
Khi nó có hiệu lực vào ngày 1 tháng 11 năm 1993, Hiệp ước về Liên minh châu Âu, được ký kết tại Maastricht vào ngày 7 tháng 2 năm 1992, mang lại một chiều hướng mới cho hội nhập châu Âu. Cộng đồng châu Âu (Hiệp ước Maastricht thay thế tên của Cộng đồng kinh tế châu Âu), về cơ bản là kinh tế về nguyện vọng và nội dung của nó, hiện được tích hợp vào Liên minh châu Âu, dựa trên ba trụ cột.
Trụ cột Cộng đồng (Cộng đồng Châu Âu và Cộng đồng Năng lượng Nguyên tử Châu Âu), được điều chỉnh bởi các thủ tục thể chế tiêu chuẩn, liên quan đến Ủy ban, Quốc hội, Hội đồng và Tòa án Công lý; về cơ bản quản lý thị trường nội bộ và các chính sách chung.
Hai trụ cột khác liên quan đến các quốc gia thành viên trong các lĩnh vực đã được coi là hoàn toàn là thẩm quyền quốc gia: chính sách đối ngoại và an ninh, một mặt, và các vấn đề nội bộ, như chính sách nhập cư và tị nạn, cảnh sát và các công lý trên khác. Đây là một bước tiến quan trọng vì các quốc gia thành viên cho rằng việc hợp tác chặt chẽ hơn trong các lĩnh vực này là một biện pháp để khẳng định bản sắc châu Âu trên thế giới và đảm bảo bảo vệ công dân tốt hơn trước tội phạm có tổ chức và buôn bán ma túy.
Nhưng những gì công dân sẽ nhớ từ Hiệp ước Maastricht có lẽ sẽ là quyết định có tác động thiết thực nhất đến cuộc sống hàng ngày của họ: thành tựu của Liên minh kinh tế và tiền tệ. Kể từ ngày 1 tháng 1 năm 1999, EMU đã tập hợp tất cả các quốc gia đáp ứng một số tiêu chí kinh tế được thiết kế để đảm bảo quản lý tài chính lành mạnh và đảm bảo sự ổn định trong tương lai của đồng tiền duy nhất: đồng euro.
Bước hợp lý cuối cùng trong việc hoàn thành thị trường nội bộ, giới thiệu một loại tiền tệ, hậu quả cá nhân mà nó mang lại cho mỗi người dân, và hậu quả kinh tế và xã hội của nó, là phạm vi chính trị. Người ta thậm chí có thể coi rằng đồng euro trong tương lai sẽ là biểu tượng cụ thể nhất của Liên minh châu Âu. Đồng tiền mạnh này, có khả năng cạnh tranh với các loại tiền tệ dự trữ quốc tế lớn, sẽ là dấu hiệu phân biệt điểm chung của chúng ta thuộc về một lục địa thống nhất và khẳng định.

## 1999-2008
Trong 1 tháng của năm 1999, các Hiệp ước Amsterdam có hiệu lực. Vào ngày 5 tháng 5, Quốc hội đã phê chuẩn Romano Prodi làm Chủ tịch Ủy ban. Theo hiệp ước, quyền lực của Prodi đã được một số người mô tả là của một 'thủ tướng của châu Âu'. Vào ngày 04 Tháng 6, Javier Solana được bổ nhiệm làm Tổng thư ký của Hội đồng và các vị trí tăng cường các đại diện cao cho ngoại và Chính sách An ninh. Sự can thiệp ở Kosovo đã được thừa nhận - Solana cũng được coi là một loại Bộ trưởng Ngoại giao EU.
Trong 10 13 tháng của năm 1999 để các cuộc bầu cử thứ 5 châu Âu đã được tổ chức trong đó 15 thành viên. Vào ngày 20 tháng 7 Nicole Fontaine được bầu làm Chủ tịch Quốc hội và vào ngày 15 tháng 9, Ủy ban Prodi đã được phê chuẩn.

## 2009: Động lực mới của Hiệp ước Lisbon
Trên 13 tháng 12 của năm 2007, nó đã được ký kết bởi các nước thành viên, các Hiệp ước Lisbon. Điều này được sửa đổi:
các Hiệp ước Rome, ký ngày 25 tháng 3 của năm 1957, trong đó thành lập Cộng đồng Kinh tế châu Âu (thường được gọi đến như EEC) và Cộng đồng Năng lượng nguyên tử châu Âu (thường được gọi là các Hiệp ước Euratom).
các Hiệp ước Maastricht, ký ngày 7 tháng 2 năm 1992, thành lập Liên minh châu Âu (thường được gọi là Hiệp ước Maastricht hoặc các Hiệp ước về Liên minh châu Âu - TEU).
Hiệp ước Lisbon cung cấp nhân cách pháp lý cho Liên minh châu Âu. Những thay đổi lớn bao gồm sự gia tăng của các quyết định bởi biểu quyết đa số có trình độ trong Hội đồng Liên minh châu Âu, sự gia tăng trong các Nghị viện châu Âu trong quá trình lập pháp thông qua việc gia hạn hợp quyết định với Hội đồng Liên minh châu Âu, việc loại bỏ các Ba trụ cột và sự sáng tạo của một chủ tịch của Hội đồng châu Âu với nhiệm kỳ dài hơn và một đại diện cao của Liên minh chính sách đối ngoại và chính sách an ninh, trình bày một quan điểm thống nhất về chính sách của EU. Hiệp ước cũng làm cho Hiến chương Liên minh về Nhân quyền, Hiến chương về Quyền cơ bản, ràng buộc về mặt pháp lý.
Mục đích được tuyên bố của hiệp ước là "hoàn thành quá trình do Hiệp ước Amsterdam (1997) và Hiệp ước Nice (2001) đưa ra, nhằm tăng cường hiệu quả dân chủ và tính hợp pháp của Liên minh và cải thiện sự gắn kết của hành động." có hiệu lực vào 1 tháng 12 của năm 2009.